# Jan de Salle
Jan Urbeijns de Salle (geboren in Den Haag, overleden ca. 1626) was een Fries portretschilder uit de 17e eeuw.
De Salle werd in 1599 inwoner van Leeuwarden en trouwde daar hetzelfde jaar met Sara Abraham Lenerts. Onder andere Mathias Heimans en Hendrik Geerts waren daar zijn leerlingen. De kleding van de geportretteerden in zijn schilderijen wordt ook wel als voorbeeld gebruikt voor de Spaanse mode in die tijd.
Na zijn overlijden werd zijn huis in de Bontepapesteeg, Leeuwarden, door schuldeisers verkocht. Zijn werken zijn met name in het Fries Museum en in Rijksmuseum Twenthe te bezichtigen. 
- RKD-Nederlands Instituut voor Kunstgeschiedenis: 69393